# ロック・オブ・エイジズ (映画)
『ロック・オブ・エイジズ』（原題: Rock of Ages）は、2012年に製作されたアメリカ映画。ブロードウェイで人気を博した2005年初演の同名ロックミュージカル（ブロードウェイ初演は2009年）の映画化。

## キャスト
| 役名                     | 俳優                         |
| ------------------------ | ---------------------------- |
| シェリー・クリスチャン   | ジュリアン・ハフ             |
| ドリュー・ボレー         | ディエゴ・ボネータ           |
| ステイシー・ジャックス   | トム・クルーズ               |
| ロニー・バーネット       | ラッセル・ブランド           |
| ポール・ギル             | ポール・ジアマッティ         |
| パトリシア・ホイットモア | キャサリン・ゼタ＝ジョーンズ |
| コンスタンス・サック     | マリン・アッカーマン         |
| ジャスティス・チャリアー | メアリー・J・ブライジ        |
| デニズ・デュプリー       | アレック・ボールドウィン     |
| ミッチ・マイリー         | ウィル・フォーテ             |

※日本語吹替は劇場公開およびソフト用には制作されなかったものの、機内上映用の音源が存在する。